# Marco Tardelli
Marco Tardelli (Careggine, Lucca, 24 de septiembre de 1954) es un exfutbolista italiano centrocampista polifuncional de presencia ofensiva, pero también con gran capacidad de marca, disciplina táctica y gran temperamento.

## Trayectoria
Comenzó su carrera deportiva en el Pisa en 1972, de ahí pasó al Como, donde tras permanecer una temporada, convence plenamente a los técnicos de la Juventus de Turín para recomendar su fichaje.
Con la Juve alcanzaría su consagración en el Ciclo Leggendario de Trapattoni, debutando el 10 de mayo de 1975 en un 2-1 ante el Hellas Verona FC. Permanece en el club durante diez temporadas rindiendo a gran nivel como indiscutido por Trapattoni durante 376 partidos (y 51 goles anotados).
Debutó con la selección italiana el 4 de julio de 1976 en una victoria 3-1 sobre Portugal. Disputó tres Mundiales con la selección Azzurra: 1978, 1982 y 1986 para un total de 80 partidos y 6 goles. Anotó 2 goles en España: uno a Argentina en la victoria italiana 2-1 y el otro su famoso e icónico gol en la final del mundo en España 1982 frente a Alemania, que se convirtió en una de las celebraciones más emblemáticas y apasionadas de la historia del fútbol y los mundiales.
En su etapa en el Inter de Milán, club al que arribó en agosto de 1985 con 30 años, rinde a gran nivel pero el Inter no consigue ningún título, por lo que dos años después abandona el fútbol italiano y se marcha a Suiza para jugar en el San Gallo, en 1987, donde se retiraría como futbolista tras un total de 407 partidos en la Serie A y 45 goles anotados durante su trayectoria.
En 1988 empezó su carrera como entrenador en el Coverciano, posteriormente fue designado ayudante de Cesare Maldini en la selección, luego como seleccionador nacional sub-21 y, por último, fue entrenador del Inter en la temporada 2000-01.

### Participaciones en Copas del Mundo
Con la selección italiana participó en tres mundiales: 1978, 1982 y 1986. En 1982 se hicieron con el título, marcando Tardelli el segundo gol en la victoria ante Alemania Federal por 3-1. El jugador celebró el tanto con especial pasión, en una de las celebraciones más míticas de la historia de la Copa del Mundo
| Mundial                        | Sede      | Resultado        | Partidos | Goles |
| ------------------------------ | --------- | ---------------- | -------- | ----- |
| Copa Mundial de Fútbol de 1978 | Argentina | Cuarto lugar     | 6        | 0     |
| Copa Mundial de Fútbol de 1982 | España    | Campeón          | 7        | 2     |
| Copa Mundial de Fútbol de 1986 | México    | Octavos de final | 0        | 0     |

### Participaciones en Eurocopas
| Eurocopa      | Sede   | Resultado        | Partidos | Goles |
| ------------- | ------ | ---------------- | -------- | ----- |
| Eurocopa 1980 | Italia | Cuartos de final | 4        | 1     |

## Clubes

### Como futbolista
| Club           | País   | Año         |
| -------------- | ------ | ----------- |
| A. C. Pisa     | Italia | 1972 - 1974 |
| Como 1907      | Italia | 1974 - 1975 |
| Juventus F. C. | Italia | 1975 - 1985 |
| Inter de Milán | Italia | 1985 - 1987 |
| St. Gallen     | Suiza  | 1987 - 1988 |

### Como entrenador
| Club / Selección             | País   | Año         |
| ---------------------------- | ------ | ----------- |
| Selección sub-16 de Italia   | Italia | 1988 - 1990 |
| Como 1907                    | Italia | 1993 - 1995 |
| Cesena F. C.                 | Italia | 1995 - 1996 |
| Selección sub-23 de Italia   | Italia | 1997        |
| Selección sub-21 de Italia   | Italia | 1997 - 2000 |
| Selección olímpica de Italia | Italia | 2000        |
| Inter de Milán               | Italia | 2000 - 2001 |
| S. S. Bari                   | Italia | 2002 - 2003 |
| Selección de Egipto          | Egipto | 2004        |
| S. S. Arezzo                 | Italia | 2005        |

## Palmarés

### Campeonatos nacionales
| Título      | Club           | País   | Año     |
| ----------- | -------------- | ------ | ------- |
| Serie A     | Juventus F. C. | Italia | 1976-77 |
| Serie A     | Juventus F. C. | Italia | 1977-78 |
| Copa Italia | Juventus F. C. | Italia | 1978-79 |
| Serie A     | Juventus F. C. | Italia | 1980-81 |
| Serie A     | Juventus F. C. | Italia | 1981-82 |
| Copa Italia | Juventus F. C. | Italia | 1982-83 |
| Serie A     | Juventus F. C. | Italia | 1983-84 |

### Copas internacionales
| Título                 | Club / Selección    | Sede    | Año     |
| ---------------------- | ------------------- | ------- | ------- |
| Copa de la UEFA        | Juventus F. C.      | Bilbao  | 1976-77 |
| Copa Mundial de Fútbol | Selección de Italia | España  | 1982    |
| Recopa de Europa       | Juventus F. C.      | Basilea | 1983-84 |
| Supercopa de la UEFA   | Juventus F. C.      | Turín   | 1984    |
| Liga de Campeones      | Juventus F. C.      | Heysel  | 1984-85 |